# SN 1996ba
SN 1996ba – supernowa typu Ia odkryta 8 października 1996 roku w galaktyce A010839-0056. W momencie odkrycia miała maksymalną jasność 23,50m.